# William Roberts (malíř)

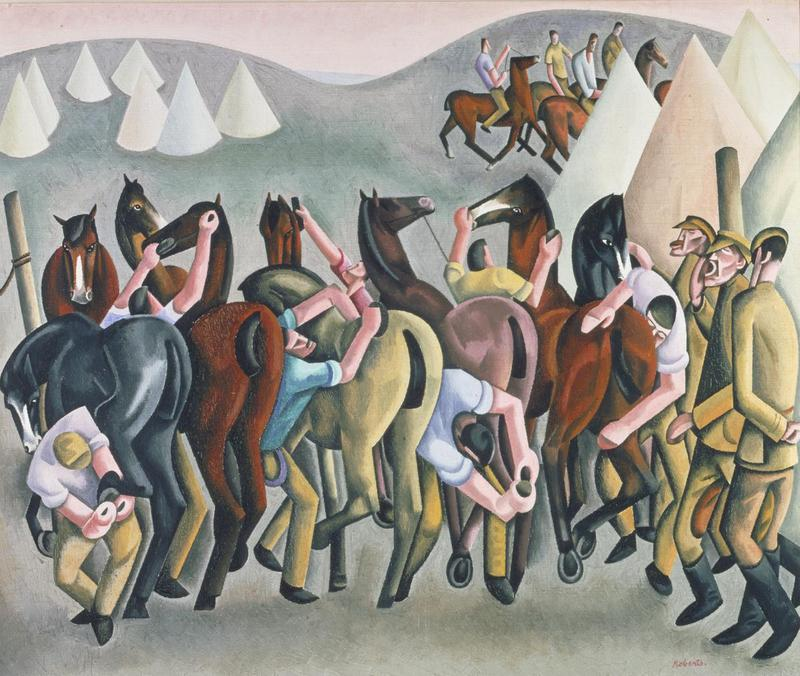
Feeds Round!' Stable-time in the Wagon-lines, Francie, 1922

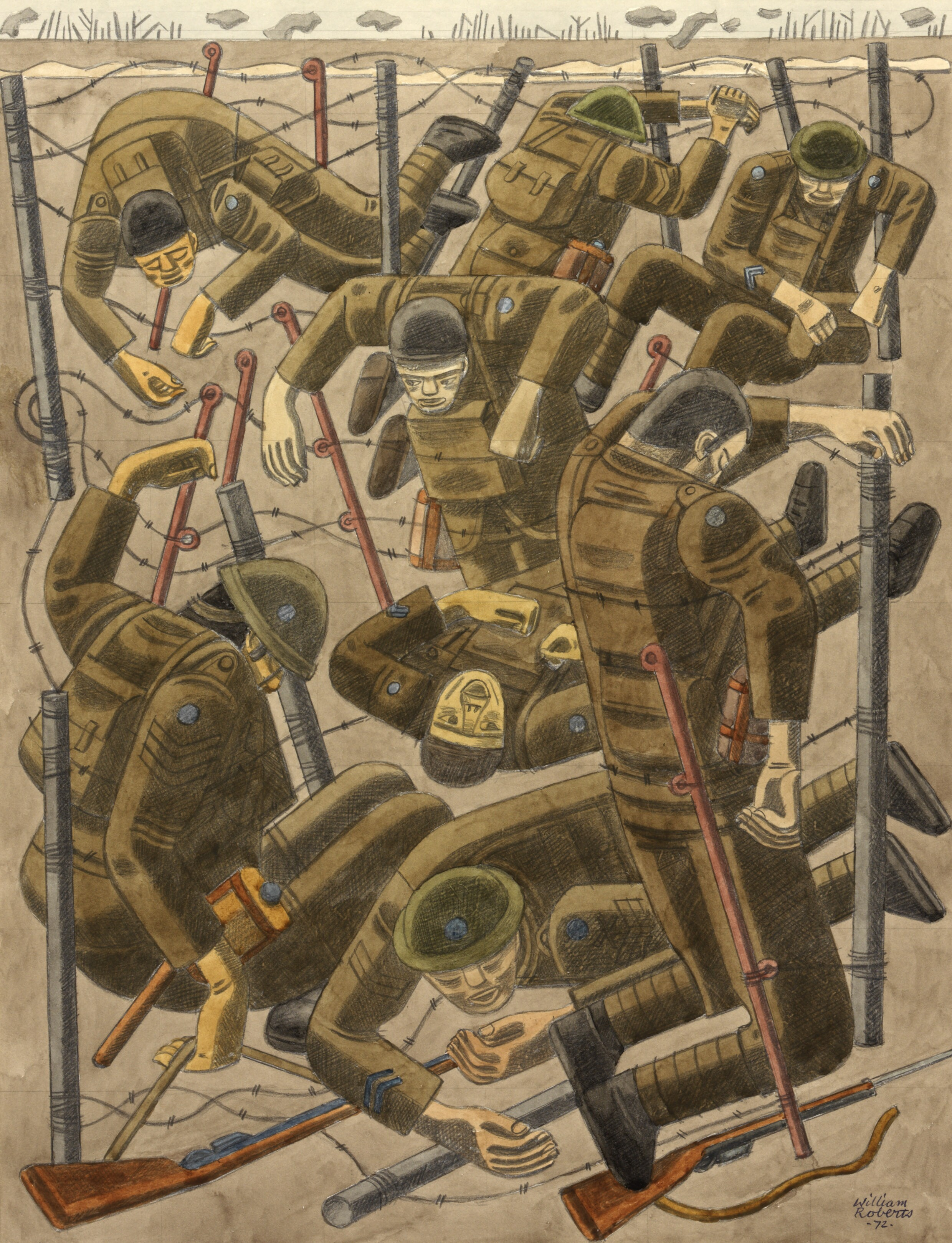
On the Wire – Inspired by "with a Machine Gun to Cambrai", 1972

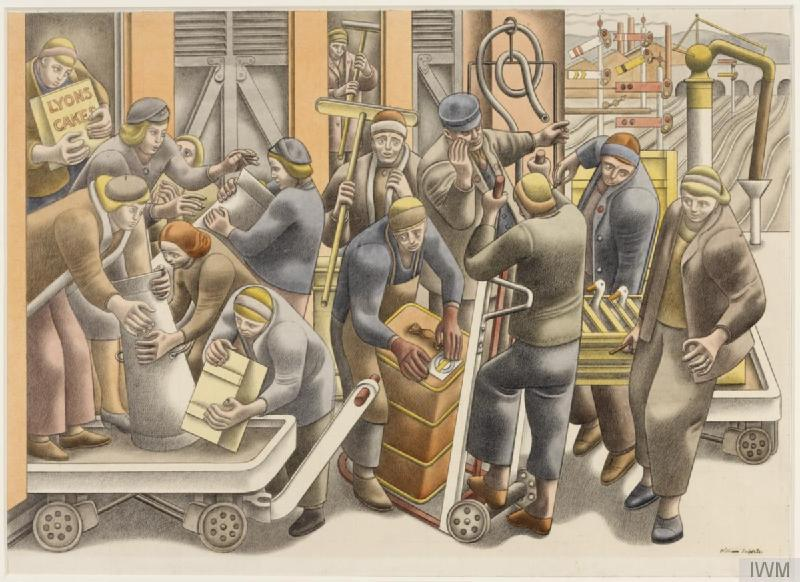
A group of women in overalls and other work wear unloading goods & cargo from wheeled trolleys.

William Patrick Roberts RA (5. června 1895 – 20. ledna 1980) byl britský abstraktní malíř.

## Životopis
Roberts se narodil 5. června 1895 v dělnické rodině v londýnském East Endu. Jeho otec byl tesař. Rodina pak žila na Blackstone Road čp 44 v Hackney. Později se přestěhovali na Blanchard Road čp. 4, kde rodina žila do října 1898 a do dubna 1911 bydleli poblíž 20. London Fields West Side. Od dětství Roberts prokazoval vynikající talent pro kreslení. Jeho nadání podporovali rodiče i učitelé. Ve čtrnácti letech odešel ze školy a nastoupil do reklamní firmy Sir Joseph Causton Ltd, kde měl v úmyslu stát se reklamním designérem plakátu. Navštěvoval večerní výuku v londýnské škole umění Saint Martin's School of Art a získal stipendium na umělecké škole Slade School of Art – mohl tak skončit s reklamním designem. Na Slade nastoupil v roce 1911 a studoval u Henryho Tonkse a Wilsona Steera. Jeho současníky na škole byla řada skvělých mladých studentů, mezi nimi Dora Carringtonová, Mark Gertler, Paul Nash, Christopher Nevinson, Stanley Spencer, David Bomberg nebo Bernard Meninsky. Škola kladla důraz na kresbu a strukturování kompozice, což formovalo Robertsovu pozdější práci. V roce 1912 získal cenu Slade's Melville Nettleship, což byla cena za jeho Figure Composition. V letech před první světovou válkou byl Roberts mezi anglickými umělci průkopníkem v abstraktní malbě. V pozdějších letech popsal svůj styl jako anglický kubismus. V první světové válce sloužil na západní frontě jako střelec a v roce 1918 se stal oficiálním válečným umělcem. Robertsova první samostatná výstava se konala v roce 1923 v Londýně v galerii Chenil Gallery. Řada jeho obrazů z dvacátých let 20. století byla zakoupena společností Contemporary Art Society pro provinční galerie ve Velké Británii. Ve třicátých letech 20. století byly jeho práce pravidelně vystavovány nejen v Londýně, ale stále častěji i v mezinárodním měřítku. Dá se říci, že byl i finančně úspěšný. Tato situace se během druhé světové války zhoršila – přestože Roberts dostával zakázky jako válečný umělec. Nejznámější je pravděpodobně svými velkými, složitými a barevnými kompozicemi, které vystavoval každoročně na letní výstavě Royal Academy od padesátých let až do své smrti. V roce 1965 měl v Tate Gallery velkou retrospektivu a v roce 1966 byl zvolen řádným členem Royal Academy. Nedávno došlo k oživení zájmu o práci tohoto umělce, který vždy pracoval mimo hlavní proud.

## Anglický kubista
Robert se zajímal o post-impresionismus a kubismus, jeho zájem byl ovlivněn přátelstvím, která navázal ve škole Slade, zejména s Bombergem a také cestami do Francie a Itálie, které podnikl poté, co v roce 1913 školu opustil. Později,v roce 1913, vstoupil do skupiny Rogera Frye Omega Workshops, kde pracoval tři dny týdně. Tento příjem mu umožnil vytvořit náročné obrazy v kubistickém stylu, jako je The Return of Ulysses (nyní v umělecké galerii v Nottinghamu). Po opuštění Omega Workshops přešel k Wyndhamu Lewisovi, který vytvořil britskou alternativu k futurismu. Ezra Pound navrhl pro tento umělecký směr název Vorticismus, a Robertsova práce byla uvedena v obou vydáních literárního časopisu BLAST. Roberts byl signatářem Vorticistického manifestu, který se objevil v prvním vydání BLASTu. On sám dává přednost popisu své práce v tomto období jako kubismus. Dvě velké olejomalby vystavené v roce 1917 v Penguin Clubu při příležitosti vorticistické výstavy v New Yorku a zakoupené Johnem Quinnem, byly později ztraceny, ale radikální povaha Robertsova kubistického stylu je doložena obrazem The Toe Dancer (ve vlastnictví Victoria and Albert Museum) a nedávno nově objeveným obrazem Boxers – oba obrazy byly vystaveny uměleckou skupinou The London Group v roce 1915.

## První světová válka
V roce 1916 se Roberts stal členem královského dělostřeleckého pluku jako střelec. Bojoval na západní frontě, v sektoru Yper, severně od Menin Road a Arrasu. Po dvou letech aktivní služby úspěšně požádal kanadský úřad Canadian War Records Office o pověření namalovat velký obraz s válečnou tematikou. V dubnu 1918 se vrátil do Londýna jako oficiální válečný umělec s tím, že dílo by nemělo být v kubistickém stylu. Výsledkem byl obraz prvního německého plynového útoku u Yper, The First German Gas Attack at Ypres, silné expresionistické dílo, které je trvale vystaveno v Kanadském válečném muzeu (Canadian War Museum) v Ottawě. Roberts byl následně pověřen britským ministerstvem informací, pro nějž namaloval A Shell Dump, France (1918–1919), nyní ve sbírce Imperial War Museum v Londýně spolu s dvanácti akvarelovými kresbami, které vytvořil na základě svých zkušeností z fronty. V té době soupeřil se zahořklostí a sociálním realismem německých umělců Otto Dixem a Georgem Groszem. V roce 1978 Roberts publikoval své vzpomínky na válku a vydal knihu 4.5 Howitzer Gunner RFA: Memories of the War to End War 1914–1918.

### Roky 1920 až 1930
V roce 1915 se Roberts seznámil se svou budoucí manželkou Sarah Kramerovou (1900–1992) prostřednictvím jejího bratra Jacoba Kramera, který také studoval na Slade. Roberts si se Sarah během války dopisoval a krátce po skončení války spolu začali žít. V roce 1919 se jim narodil syn John David Roberts (1919–1955). Pronajali si byt ve Fitzrovii v Londýně a v roce 1922 se vzali. Roberts vystavoval s uměleckou skupinou Wyndhama Lewise Group X. Sir Francis Osbert Sacheverell Sitwell, anglický spisovatel, který věnoval svůj život umění a literatuře, se stal Robertsovým patronem. Vedle malování kubistických obrazů byl Roberts také talentovaným portrétním malířem. Zdokonaloval své umění portrétováním Sarah – pro příštích 60 let bude jeho modelkou a múzou. V roce 1923, zatímco se připravoval na svou samostatnou výstavu v Chenil Gallery v Chelsea, anglický malíř Colin Gill seznámil Robertse s T. E. Lawrencem. Ten si u něho objednal řadu ilustrací pro svou Seven Pillars of Wisdom (Sedm pilířů moudrosti). Robertsův vztah s Wyndhamem Lewisem nakonec ochladl a Roberts vyvinul jedinečný a snadno rozpoznatelný styl anglického kubismu. Jeho zájem se obrátil na městský život v Londýně. Maloval obrazy jako Bank Holiday in the Park a At the Hippodrome, které byly vystaveny v The London Group a The Cinema – později získané Tate Gallery V této době byla jeho tvorba poměrně rozsáhlá, včetně scén z řecké mytologie a křesťanské mytologie, jak to sám vyjádřil. V roce 1927 jej Lawrence pověřil dalšími ilustracemi pro Seven Pillars of Wisdom. Také dostával zakázky na portréty spisovatelů a návrhy pro soukromé tisky – například portrét Herberta Ernesta Batese pro časopis New Coterie v roce 1927. Řadu jeho obrazů koupila společnost Contemporary Art Society pro hlavní provinční umělecké galerie. To udržovalo Robertse finančně nad vodou. Od roku 1925 doplňoval své příjmy vyučováním společně s Bernardem Meninskym na londýnské Central School of Art and Design, s úvazkem na jeden den v týdnu. Toto místo zastával až do roku 1960. Ke konci dvacátých let se jeho práce stala mírnější. Například obrazy The Tea Garden (1928) a The Chess Players z roku 1929 poskytovaly náhled na společenské interakce a byly dokonale sladěny s módním stylem Art Deco.

### Roky 1930 až 1940
Ve třicátých letech 20. století byl ostře řezaný, hranatý styl Robertsovy práce nahrazen drobnějším a až sochařským přístupem. Tato změna ve stylu je například patrná v dvojitém portrétu Johna Maynarda Keynese a Lydie Lopokove v londýnské National Portrait Gallery. Keynes se stal jeho významným patronem prostřednictvím asociace London Artists Association a obrazy, které Keynes koupil, jsou nyní ve sbírce King's College v Cambridge. Přestože Roberts nebyl spokojen s finanční podporou, kterou obdržel od asociace, je obtížné si představit, jak by jeho rodina přežila bez tohoto patronátu. Později Roberts popisoval třicátá léta jako roky finančního boje. Na počátku třicátých let vytvořil mnoho velkoplošných pláten, jako jsou The Masks (1934) a The Playground (The Gutter) (1934-5), obě práce byly vystaveny v Carnegie Museum of Art v Pittsburghu a v New Yorku. Navzdory finanční situaci si rodina příležitostně dopřála prázdniny: poprvé odjeli do Španělska na počátku třicátých let a vydali se na cykloturistiku do Brightonu. Výlet zřejmě inspiroval obraz Les Routiers. Andrew Heard naznačil, že Roberts mohl použít francouzský titul pro tento obraz jako ocenění práce Fernanda Légera, jehož tubistické formy vykazují podobnost s postavami Robertse.

## Druhá světová válka
V září 1939, po vypuknutí druhé světové války William a Sarah opustili Londýn a odstěhovali se do Oxfordu. Pro bojovou službu byl Roberts byl příliš starý. Informoval se ale, zda by byla možná nějaká obrazová propagandistická práce Byl frustrovaný tím, že mu byly nabídnuty pouze drobné úkoly pro Artists Advisory Committee (Poradní výbor výtvarných umělců). Nicméně dokončil dvě zakázky dokumentující život na domácí frontě – Munitions Factory (1940) Muniční továrna, The Control Room, Civil Defence Headquarters (Kontrolní sál, Velitelství civilní obrany) z roku 1942 – oba obrazy jsou nyní v Salfordu v Art Gallery. Robertsovi se podařilo získat práci na jeden den v týdnu na Oxford Technical College. William a Sarah nakonec strávili většinu válečných let v bytě v Marstonu na okraji Oxfordu. V tomto období se Roberts inspiroval oxfordským okolím a řada jeho akvarelů z té doby zobrazuje venkovské scény na řece Cherwell a blízký cikánský tábor. V roce 1946 se manželé vrátili do Londýna, pronajali si byt na St Mark's Crescent čp. 14, blízko Primrose Hill s nádherným výhledem na centrální Londýn. Když se ostatní nájemci z bytů vystěhovali, manželé si pronajali další pokoje a nakonec s finanční podporou přítele Sarah, koupili celý dům. Ten zůstal jejich domovem po zbytek života a okolí poskytovalo Robertsovi mnohou inspiraci. Zde s nimi žil i jejich syn John. Jonh studoval fyziku na University College London. Stal se básníkem a učitelem hry na kytaru. V roce 1948 Roberts poprvé ukázal svou práci na letní výstavě Royal Academy – portrét své ženy Sarah jako cikánky v šátku: The Gypsy – a vystavoval zde každý rok až do své smrti.

## Vortex pamflet
V padesátých letech 20. století, kdy abstraktní britské umění bylo na špičce, hrozilo nebezpečí, že Robertsovo dílo bude pokládáno za nemoderní. Roberts přehodnotil příležitost vystavovat svá díla v Royal Academy. Výstava přitahovala mnoho lidí, kteří se obecně zajímali spíše o reprezentativní umění než o abstrakci, a v médiích byla výstava dobře hodnocena. Od tohoto okamžiku se Robertsův každoroční příspěvek stával stále větší senzací – velkolepým měřítkem, použitím barev a dramatických námětů. The Temptation of St Anthony (Pokušení sv. Antonína) z roku 1951, Revolt in the Desert (Vzpoura v poušti) rok 1952, a The Birth of Venus (Zrození Venuše) z roku 1954, se staly senzací výstav nejen v Royal Academy, informací v tisku a u veřejnosti. Roberts měl nyní nového patrona – Ernesta Coopera, který provozoval řetězec zdravotnických obchodů pro London Health Centre – londýnské zdravotní středisko. Kromě nákupu velkého množství Robertsových obrazů Royal Academy, Cooper si objednal u Robertse ilustrace pro jeho katalogy a výukové brožury. V roce 1956 uspořádala Tate Gallery výstavu Wyndham Lewis and Vorticism, se 150 díly Lewise a malým výběrem prací jiných umělců, aby naznačila vliv okamžitého dopadu na jeho současníky. Roberts byl uražen. Důvodem bylo, že katalog by vedl nezasvěcené k předpokladu, že umělci označovaní jako 'Other Vorticists' (ostatní vorticisté) jsou nějakým způsobem podřízeni Lewisovi, a publikoval sérii Vortex Pamphlets.. V těchto ironických pamfletech Roberts poukázal na výstavy, katalog, tiskové zpravodajství a popis své vlastní kariéry v publikaci ředitele Tate Gallery Johna Rothensteina Modern English Painters, která se objevila přibližně ve stejnou dobu. Satira zahrnovala Waltera Sickerta a Rogera Frye. Aby prezentoval vlastní dílo, publikoval také nějakou svou ranou abstraktní a kubistickou tvorbu z let 1913–1920 (Londýn, 1957), první z řady sbírek reprodukcí jeho obrazů, s poněkud polemickou předmluvou.

## Pozdní léta
V roce 1958 se Roberts začal pracovat v Royal Academy a o dva roky později, když mu bylo 65 let, skončil s vyučováním na střední škole. Nicméně byl v příštích patnácti letech jako umělec stále plodný. V roce 1961 dostal cenu Calouste Gulbenkian Foundation jako uznání svého uměleckého úspěchu a za vynikající služby britskému malířství. Na jaře roku 1915 začal malovat obraz The Vorticists at the Restaurant de la Tour Eiffel (dokončený v roce 1962, nyní v Tate Gallery), jako nostalgickou vzpomínku na bouřlivou turbulenci roku 1915, která může být chápána jako pokus Robertse stavět znovu mosty po debaklu Vortex Pamphlets. V roce 1965 byla v Tate Gallery otevřena velká retrospektiva jeho díla, pořádaná Arts Council of Great Britain (Uměleckou radou Velké Británie). Kurátorem výstavy byl Ronald Alley. V Newcastlu a Manchesteru byla uspořádána menší verze této výstavy. Ve stejném roce byl Robertsovi nabídnut titul OBE (Most Excellent Order of the British Empire), ale Roberts titul odmítl. Byl však potěšen, když byl v roce 1966 zvolen řádným členem Royal Academy. Přestože Roberts pracoval s různými náměty, stal se poněkud posedlý autoportrétem a řada jeho autoportrétů byla v roce 1984 vystavena v National Portrait Gallery. Často byl popisován jako samotář a také byl velmi opatrný při poskytování rozhovorů – zvláště poté, co novinář nedělního listu The Observer, který Robertse navštívil, napsal článek, ze kterého Roberts vycítil, že se novinář více zajímal o jeho spartanský životní styl než o jeho práci. Co je to za uměleckého kritika, který je rozhodnut kritizovat mé obrazy, ale namísto toho kritizuje můj sporák a kuchyňský stůl? ptal se. V roce 1974 uvedla Arts Council výstavu Vorticism and its Allies, kurátorem výstavy byl Richard Cork. Důležitou roli ve skupině vystavovaných umělců měl Roberts. Ale když s ním chtěl Cork udělat rozhovor, Roberts interview odmítl. Není překvapením, že se Robertsovo malování v osmdesátých letech zhoršilo, ale pokračoval v práci až do konce – obraz Donkey Rides byl připnut na kreslicí desce v den, kdy zemřel – 20. ledna 1980.

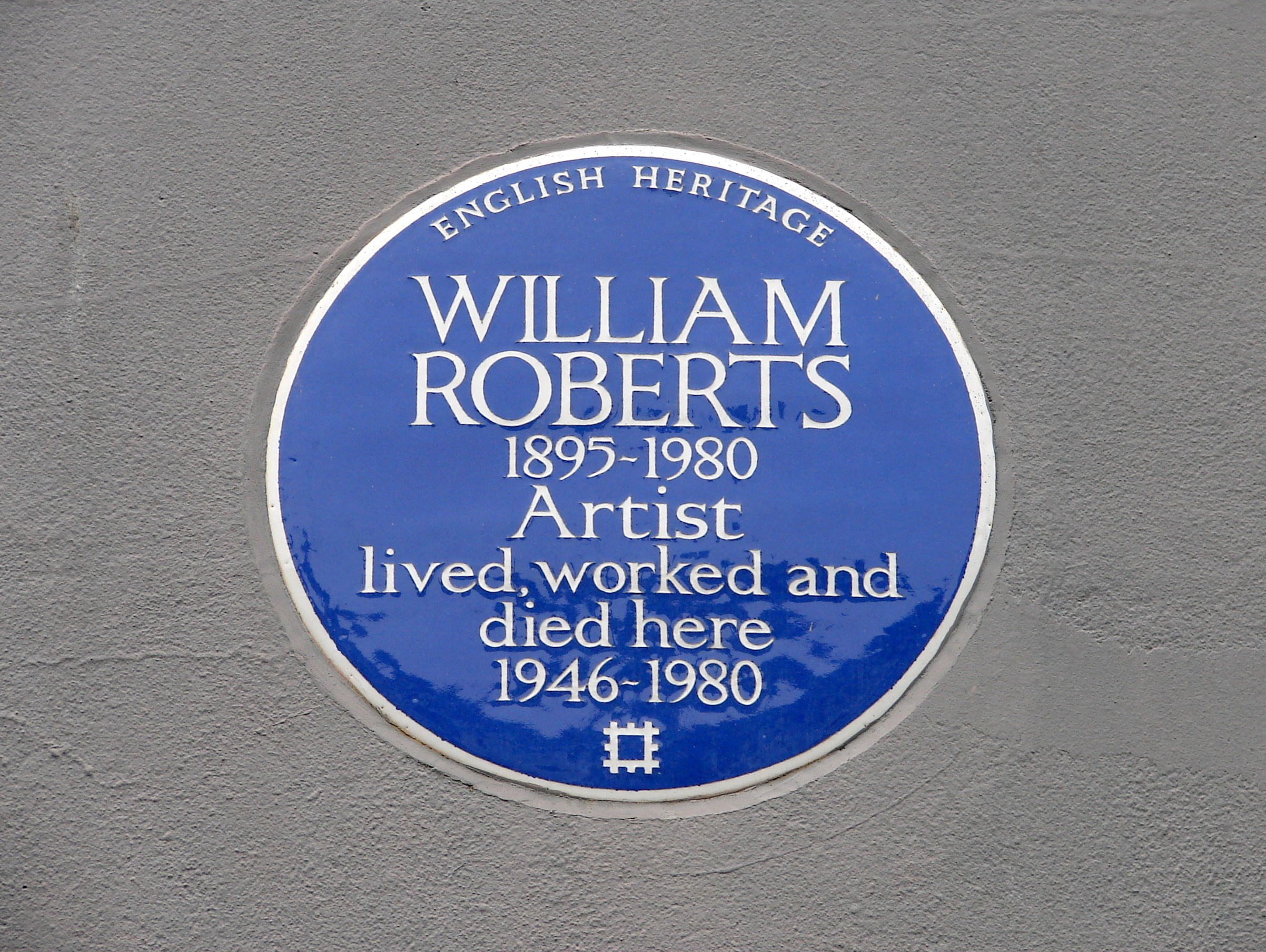

## Osud jeho majetku
Sarah Roberts zemřela v roce 1992 a jejich syn John zemřel o dva a půl roku později, bez závěti. John založil v rodinném domě St Mark's Crescent čp. 14 muzeum s měnícím se výběrem obrazů svého otce a jeho přátel. Bylo odhadnuto, že v době jeho smrti bylo v domě téměř 475 obrazů a kreseb. Tate Gallery souhlasila, že obrazy bezpečně uloží. Osud těchto prací byl znepokojivý, když The Guardian v roce 2004 odhalil, že Treasury Solicitor, úřad, který měl majetek po Johnovi kontrolovat, odmítl díla zapůjčit pro velkou retrospektivu Robertsova díla kurátorovi Hatton Gallery v Newcastle a Graves Art Gallery v Sheffieldu. Od té doby byla tato sbírka zachráněna, přičemž 117 z těchto děl bylo přiděleno Tate Gallery namísto dědické daně a galerie uložila zbývající část obrazů do doby, než uplyne období, v němž nárok na majetek vyprší a stane se součástí kolekce galerie. Řada kreseb ve správě Tate Gallery se objevila v Tate Britain v letech 2012–2013. V roce 2004 byla vydána malířova monografie: William Roberts: anglický kubista, jejímž autorem byl Andrew Gibbon Williams. Mezi lety 1998 a 2015 společnost William Roberts podpořila ocenění a propagaci Robertsovy práce. Společnost byla založena v roce 2002 jako registrovaná charita a publikovala pravidelné informační bulletiny a příležitostné brožury. Společnost English Heritage v roce 2003 odhalila na 14. st Mark's Crescent Robertsovi pamětní desku. Krátký film William Roberts: An Artist's House je dostupný na YouTube. V roce 2007 uspořádala Pallant House Gallery v Chichesteru výstavu William Roberts: England at Play kurátor Simon Martin. Prodej sbírky Evill / Frost na Sotheby's v Londýně v roce 2011 zaznamenal neobyčejně vysoké ceny za Robertsovy obrazy a v následujícím roce se prodával obraz The Chess Players (1929-30) za více než 1 milion liber, také u Sotheby's.

## Galerie

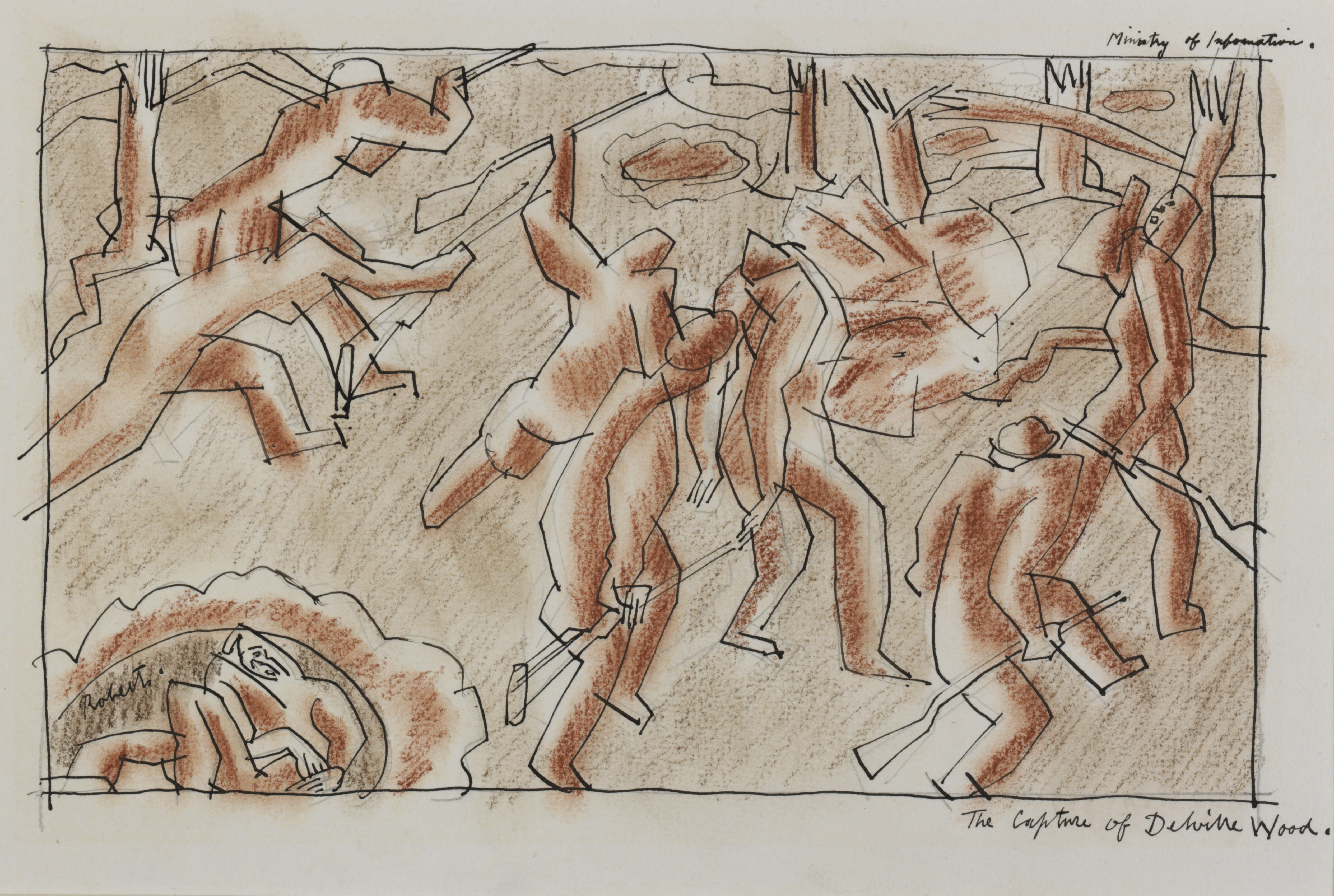
An Attack – the Capture of Delville Wood, 1916
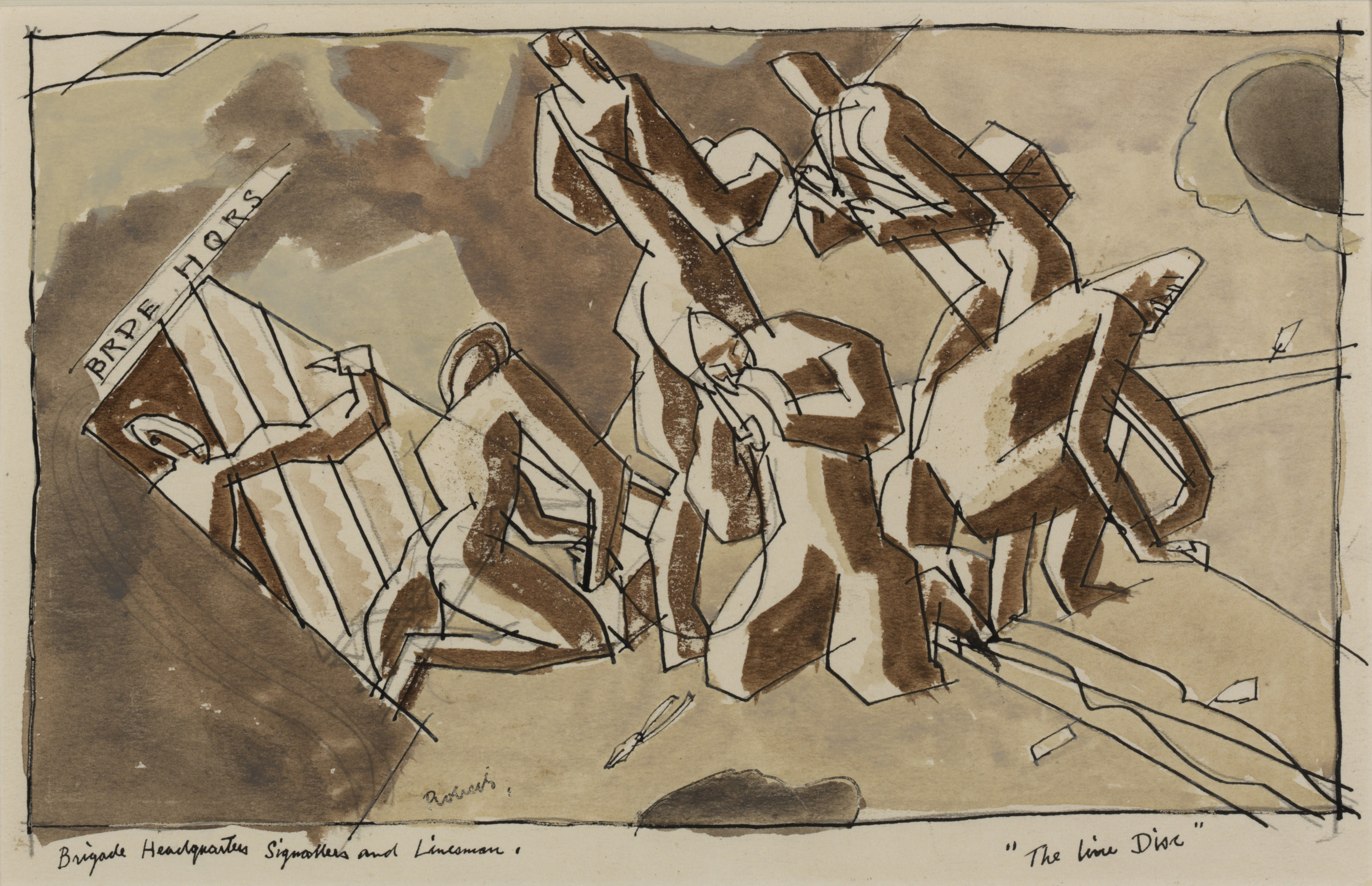
Brigade Headquarters- Signallers and Linesmen
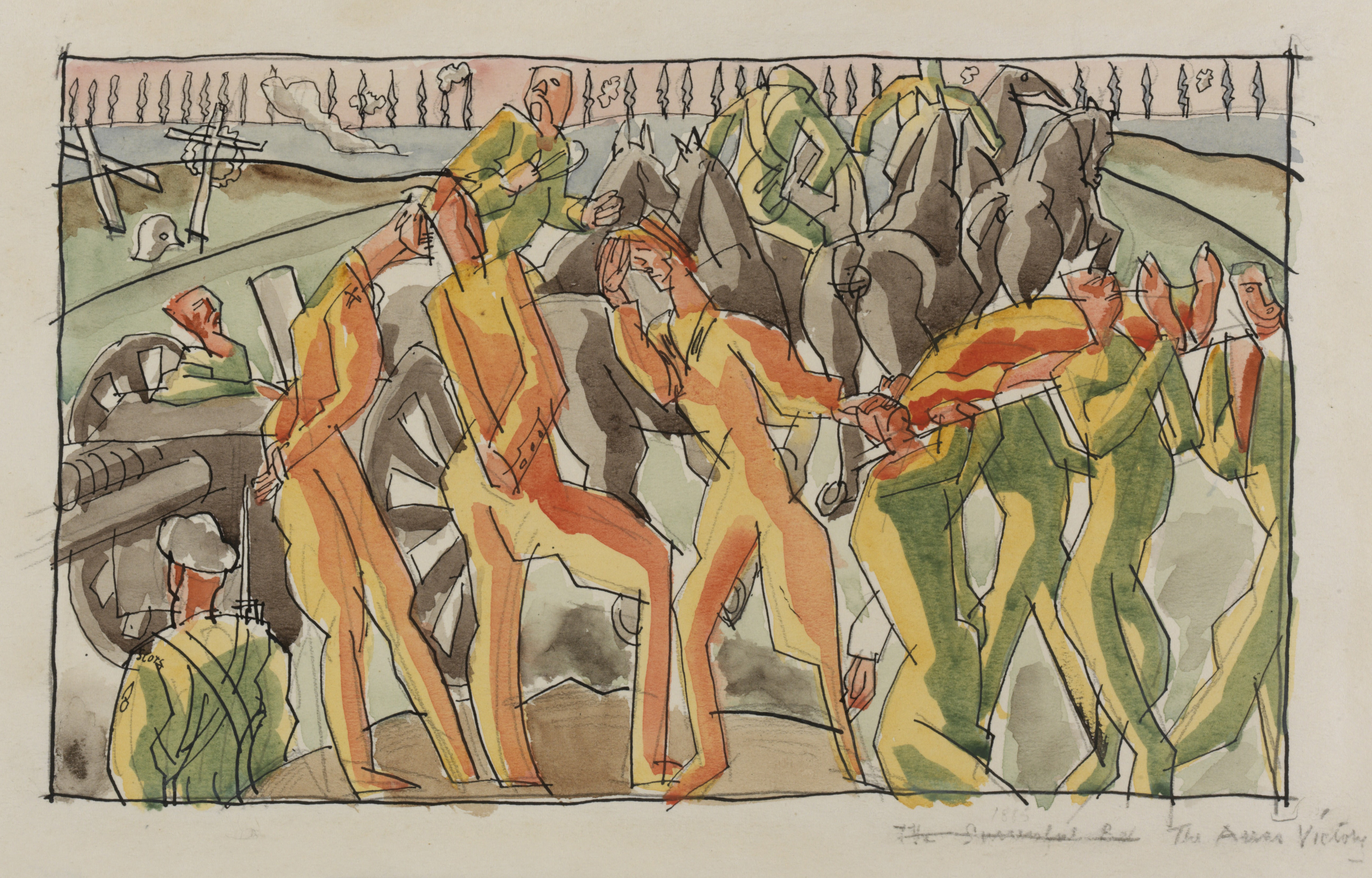
During a Battle
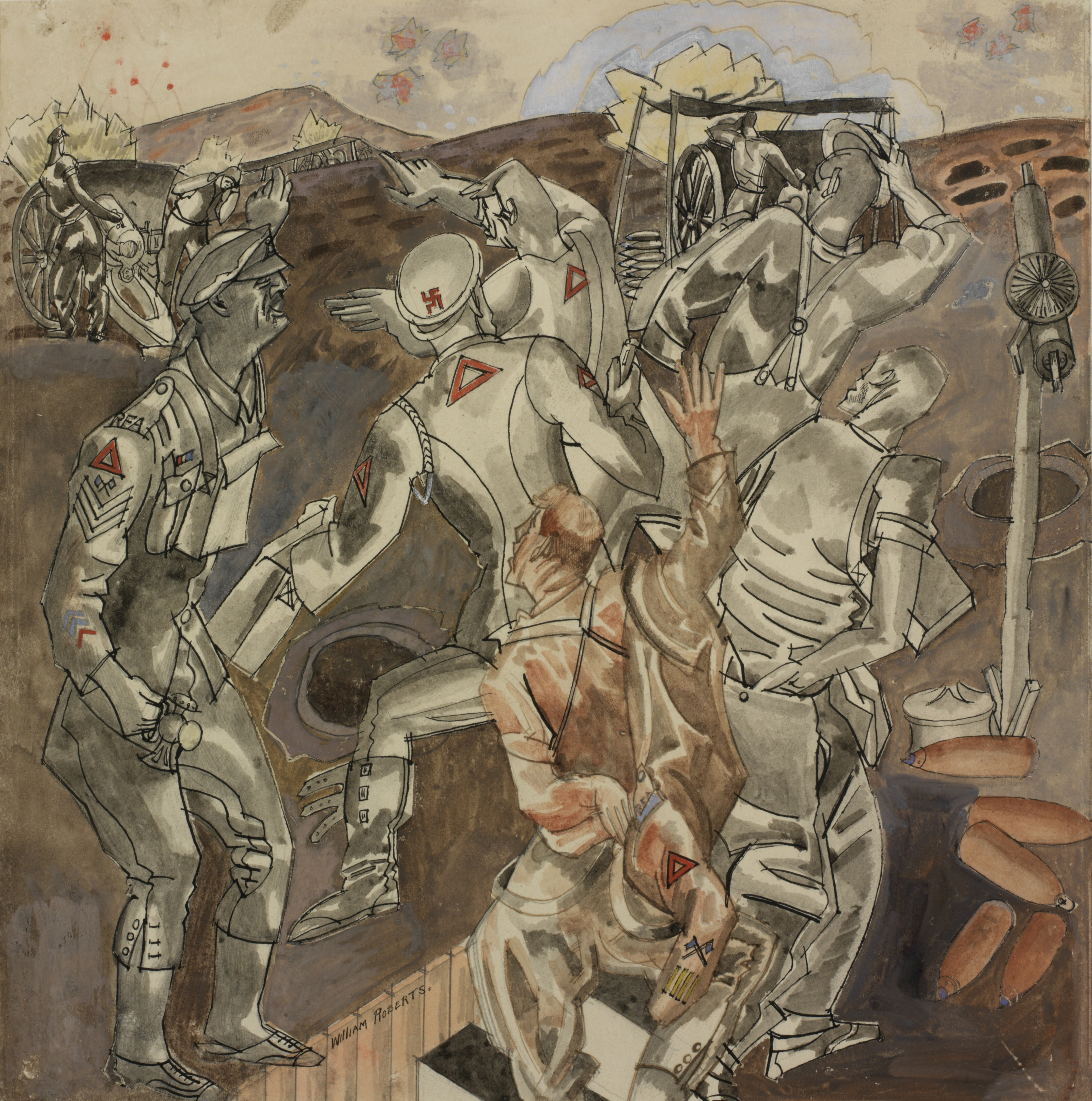
Gunners. Turning Out for an Sos. Battery action at night
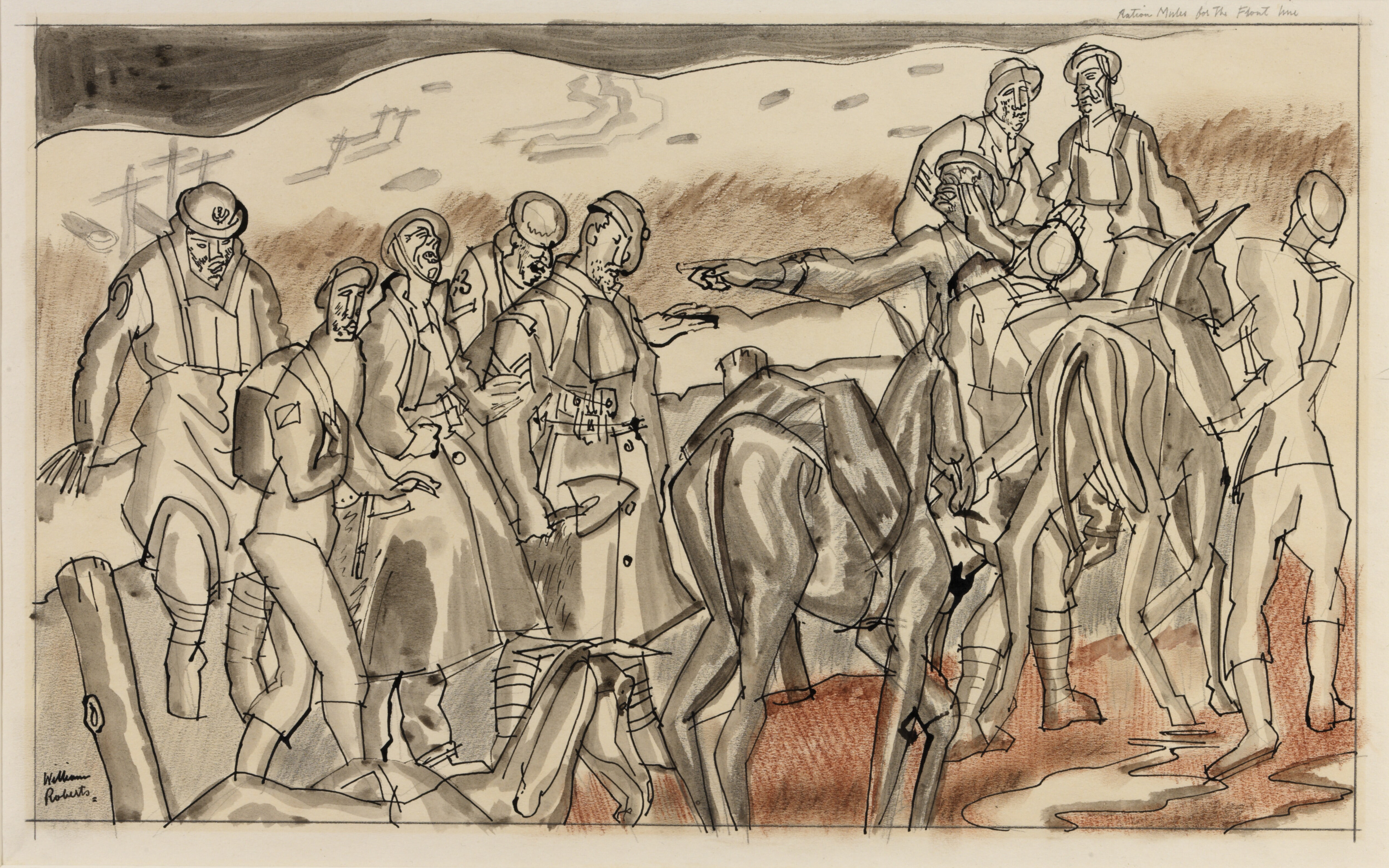
Pack Mules